# Glyphonycteris sylvestris
Glyphonycteris sylvestris (Thomas, 1896) è un pipistrello della famiglia dei Fillostomidi diffuso nell'America centrale e meridionale.

## Descrizione

### Dimensioni
Pipistrello di piccole dimensioni, con la lunghezza della testa e del corpo tra 55 e 70 mm, la lunghezza dell'avambraccio tra 37 e 43 mm, la lunghezza della coda tra 8 e 15 mm, la lunghezza del piede tra 11 e 12 mm, la lunghezza delle orecchie tra 20 e 22 mm e un peso fino a 11 g.

### Aspetto
La pelliccia è lunga, lanuginosa e con i singoli peli tricolori. Le parti dorsali sono bruno-grigiastre scure, mentre le parti ventrali sono giallo-brunastre o grigio chiare. Il muso è allungato, provvisto di una foglia nasale lanceolata con la porzione anteriore larga e separata dal labbro superiore. Sul mento è presente un solco longitudinale contornato da un cuscinetto carnoso a forma di V.  Le orecchie sono grandi, separate tra loro, triangolari ed appuntite. Il trago è piccolo, triangolare ed appuntito. La coda è corta ed è completamente inclusa nell'uropatagio. Il calcar è più corto del piede. Il cariotipo è 2n=22 FNa=40.

## Biologia

### Comportamento
Si rifugia in gruppi fino a 75 individui all'interno di cavità di alberi o grotte.

### Alimentazione
Si nutre di grossi insetti come blatte, libellule, Katididae catturati sulla vegetazione d'acqua e di frutta.

## Distribuzione e habitat
Questa specie è diffusa nel Messico dagli stati occidentali di Nayarit e Veracruz, Honduras e Nicaragua orientali, Costa Rica occidentale, Panama, Colombia settentrionale e orientale, Venezuela, Guyana, Suriname, Guyana francese, Perù orientale, Brasile occidentale, centrale e sud-orientale, Bolivia settentrionale e isola di Trinidad.
Vive nelle foreste di pianura decidue e sempreverdi fino a 1.100 metri di altitudine.

## Conservazione
La IUCN Red List, considerato il vasto areale, la tolleranza a diversi tipi di habitat e la popolazione presumibilmente numerosa, sebbene gli individui più meridionali siano minacciati dalla perdita del proprio habitat, classifica G.sylvestris come specie a rischio minimo (Least Concern)).